# شديد الخطورة (مسلسل)
شديد الخطورة مسلسل تشويق مصري عُرض لأول مرة في 2020.

## القصة
يتناول العمل قضايا الهاكرز وما يصدر منهم من مخاطر على الأمن الوطني والقوي، وتجنيدهم لتدمير مؤسسات الدولة.

## طاقم التمثيل
- أحمد العوضي
- ريم مصطفى
- محمود حجازي (ممثل)
- خالد كمال
- رياض الخولي
- هادي الجيار
- ناهد رشدي
- أحمد صيام
- طارق تاج
- عواد سليمان
- أندرو عماد
- أحمد سعد والي
- أمل عيد
- أحمد هاني
- محمد البوهي
- محمد فرج
- محمد الراوي
- محمد هاني
- أحمد إسماعيل
- ليلى حسين
- يوسف مجدي أنور
- معاذ مدحت
- محمد عصام
- وليد نبيل
- عصام الغنام
- إبراهيم الترامسي
- أحمد جابر
- أحمد سند
- هاني إبراهيم
- محمد أمين
- إياد داود
- عماد العروسي
- محمد الدقاق
- مجدي حنفي
- حمزة العيلي
- حسني شتا
- عبدالرحمن دياب
- نائل مجدي
- خالد بدوي
- هاني نعيم
- أشرف بوزيشن
- أحمد شاهين
- محمد عماد
- محمد منير
- أحمد سيد
- إبراهيم حسن